# Estadio Shah Alam
El Estadio Shah Alam fue un estadio multiusos ubicado en Selangor, Malasia, inaugurado en 1994 y que tenía una capacidad para 80 372 espectadores. Solía ser utilizado de preferencia para la práctica del fútbol y atletismo siendo el segundo recinto con mayor capacidad en el país, solo por debajo del Estadio Nacional Bukit Jalil de Kuala Lumpur.

## Historia
La construcción del estadio comenzó el 1 de enero de 1990 y fue inaugurado oficialmente el 16 de julio de 1994, en un encuentro amistoso entre el club local Selangor FA y el cuadro escocés Dundee United, partido que finalizó empatado 1-1. El estadio fue diseñado por el arquitecto malayo, Hijjaz Kasturi y consiste en dos grandes estructuras de arcos de acero independientes construidos con la última tecnología.
Fue sede de la Copa Mundial de Fútbol Juvenil de 1997 en donde albergó el juego final, y también una de las subsedes de la Copa Asiática 2007.
En sus últimos años disputaban sus partidos los clubes Selangor FA y PKNS FC de la Superliga de Malasia, sirvió también en ocasiones de sede para juegos de la Selección de fútbol de Malasia.

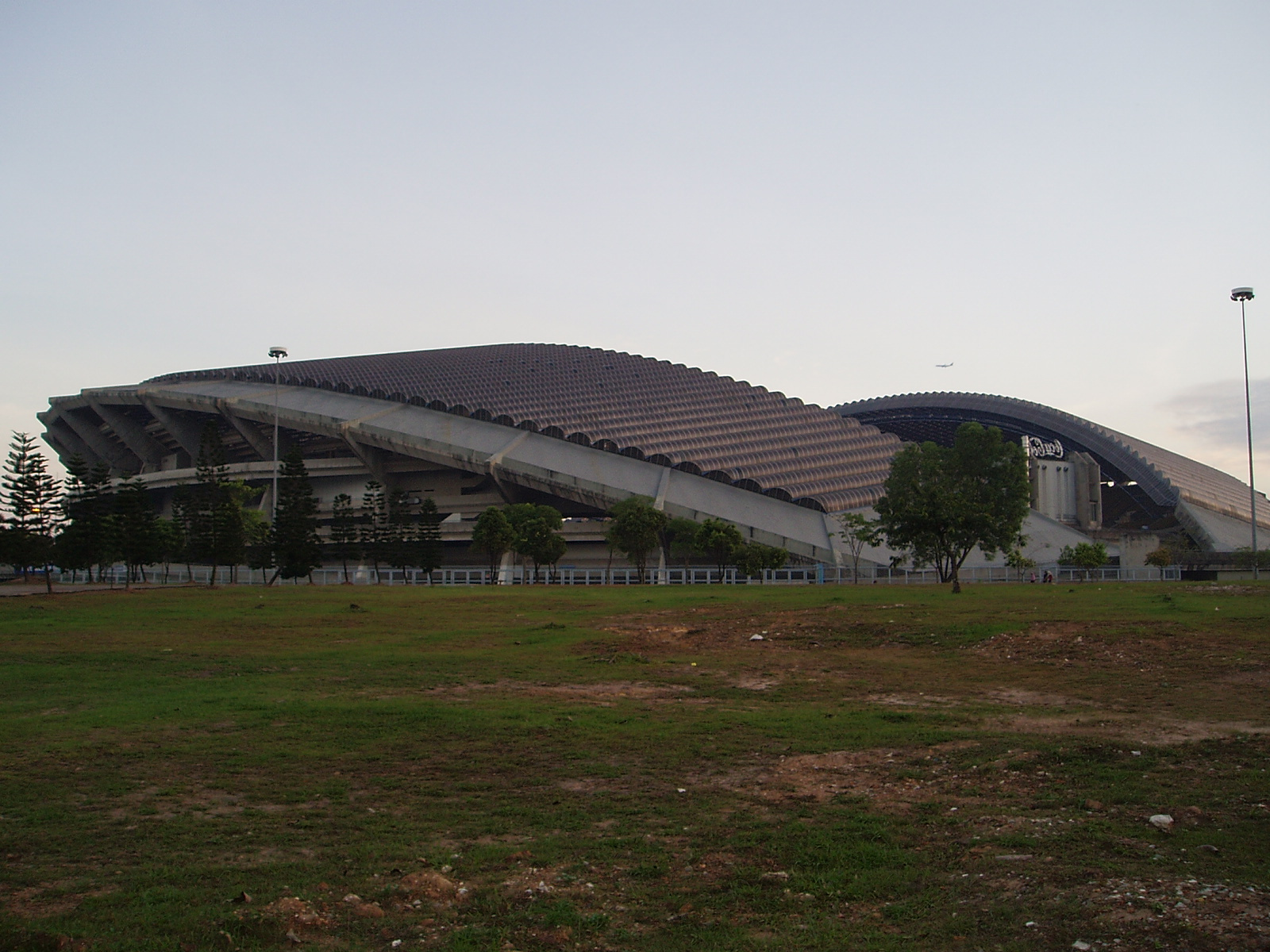
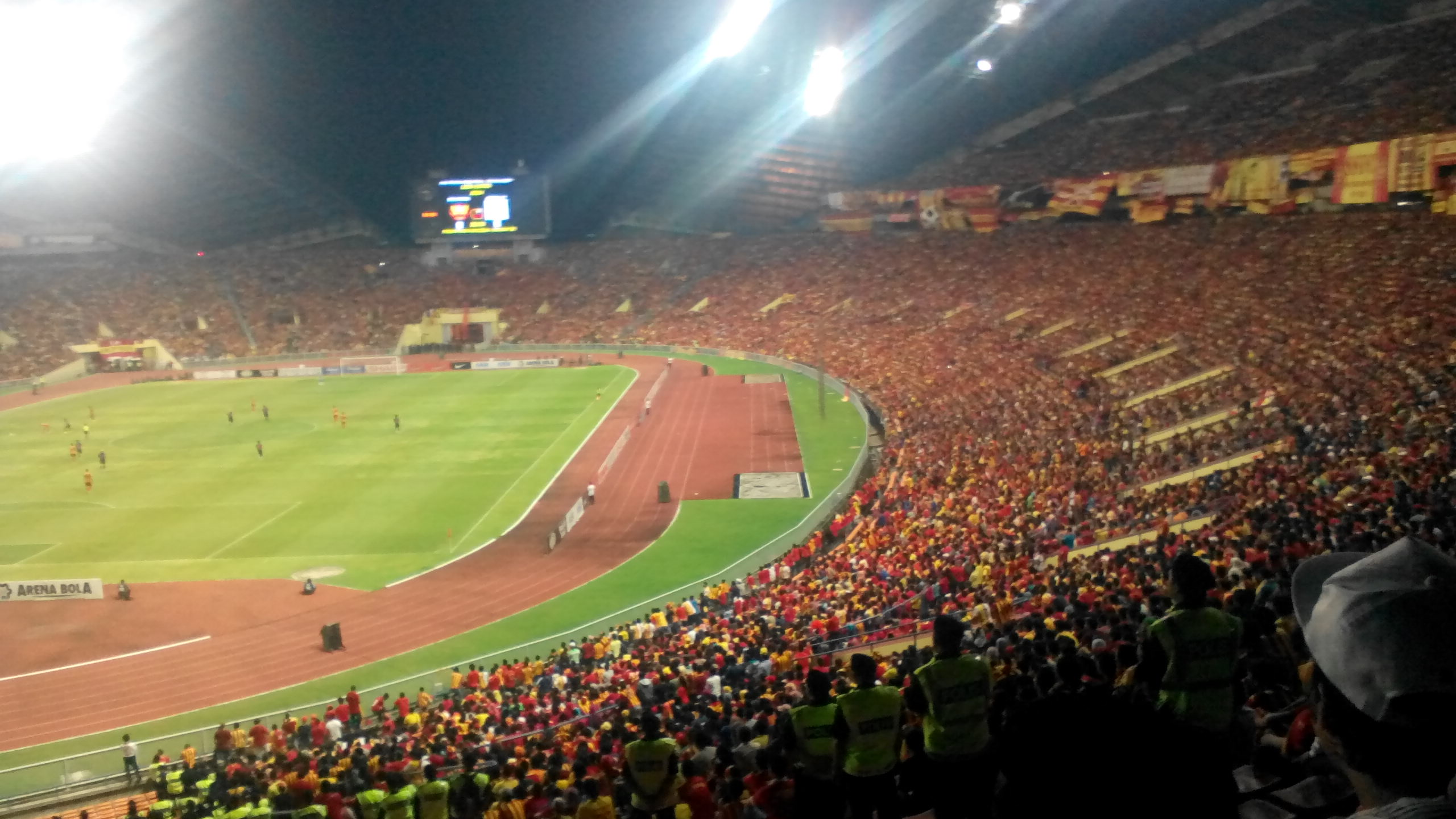